# Academia de Ciencias Naturales de la Universidad Drexel
La Academia de Ciencias Naturales de la Universidad Drexel (en inglés, Academy of Natural Sciences of Drexel University), anteriormente la Academia de Ciencias Naturales de Filadelfia (Academy of Natural Sciences of Philadelphia), es a la vez una institución de investigación científica y un museo de historia natural. Está situada en la ciudad de Filadelfia, en el estado de Pensilvania, en Estados Unidos. Fundada originalmente en 1812 es la institución científica más antigua de los Estados Unidos.

## Historia
La Academia fue fundada en 1812 por un grupo de aficionados a la historia natural. La legislación del estado de Pensilvania le concedió el reconocimiento oficial el 1 de enero de 1818. El edificio actual de la Academia fue construido en 1876, ya desde el principio con el propósito de albergarla.
La institución cambió su nombre de «Academia de Ciencias Naturales de Filadelfia» a «Academia de Ciencias Naturales de la Universidad Drexel» en 2011, año en que había integrado la Universidad Drexel.

## Miembros notables de la institución
- William Bartram (1739 - 1823), botánico estadounidense;
- William Maclure (1763 - 1840), geólogo, botánico, explorador y pedagogo estadounidense;
- Alexander Wilson (1766 - 1813), poeta, naturalista, ornitólogo e ilustrador estadounidense;
- Charles-Alexandre Lesueur (1778 - 1846), naturalista francés;
- George Ord (1781 - 1866), ornitólogo estadounidense;
- John James Audubon (1785 - 1851), ornitólogo, naturalista y pintor francés nacionalizado estadounidense en 1812;
- Thomas Say (1787 - 1834), naturalista, botánico y entomólogo estadounidense;
- Isaac Lea (1792 - 1886), conquiliólogo y geólogo estadounidense;
- Richard Harlan (1796 - 1843), naturalista, zoólogo, botánico, físico y paleontólogo estadounidense;
- Samuel George Morton (1799 - 1851), médico y naturalista estadounidense;
- Titian Peale (1799 - 1885), naturalista, entomólogo y fotógrafo estadounidense;
- Charles Pickering (1805 - 1878), naturalista estadounidense;
- John Cassin (1813 - 1869), ornitólogo y algólogo estadounidense;
- Joseph Leidy (1823 - 1891), paleontólogo estadounidense;
- John Lawrence LeConte (1825 - 1883), entomólogo estadounidense;
- Ferdinand Vandeveer Hayden (1829 - 1887), geólogo estadounidense;
- Ezra Townsend Cresson (1838 - 1926), entomólogo estadounidense;
- Edward Drinker Cope (1840 - 1897), paleontólogo, anatomista, herpetólogo e ictiólogo estadounidense;
- Angelo Heilprin (1853 - 1907) geólogo, paleontólogo y explorador estadounidense;
- Henry Augustus Pilsbry (1862 - 1957), biólogo, malacólogo y carcinólogo estadounidense;
- Witmer Stone (1866 - 1939), naturalista, botánico, ornitólogo y mastozoólogo estadounidense;
- Henry Weed Fowler (1878 - 1965), zoólogo estadounidense;
- James Bond (1900 - 1989), ornitólogo estadounidense;
- Ruth Patrick (1907 - 2013), botánica y limnologista estadounidense.

## Personas notables que han correspondido con la institución
- Thomas Jefferson (1743 - 1826), hombre de estado estadounidense;
- Georges Cuvier (1769 - 1832), naturalista, paleontólogo y anatomista francés;
- Alexander von Humboldt (1769 - 1859), geógrafo, astrónomo, naturalista y explorador alemán.
- John Edwards Holbrook (1794 - 1871), zoólogo, herpetólogo, médico y naturalista estadounidense;
- Thomas Nuttall (1786 - 1859), botánico, pteridólogo, micólogo y zoólogo inglés;
- Richard Owen (1804 - 1892), biólogo, paleontólogo y anatomista inglés;
- Charles Darwin (1809 - 1882), naturalista inglés;
- Asa Gray (1810 - 1888), médico, naturalista y botánico estadounidense;
- Thomas Henry Huxley (1825 - 1895), biólogo y filósofo inglés.